# Kepler-7b
Kepler-7b, que orbita l'estrella Kepler-7, és un dels primers 5 exoplanetes descoberts per la Missió Kepler, i és el segon planeta més difús trobat. És una troballa interessant, la seva massa és la meitat de Júpiter, Mp = 0.433MJ, mentre que el seu radi és el cinquanta per cent més gran, Rp = 1.478RJ. Els càlculs revelen que la densitat mitjana d'aquest planeta és per tant de només aproximadament 166 kg/m3, o siga com el del poliestirè extrudit i el suro, i menys d'una setena part de la densitat de Júpiter. També a partir del 15 de març de 2010, va ser el més fred, més gran, i el que té el dia més llarg dels planetes Kepler fins ara trobats.

## Estrella Mare
Kepler-7 és l'estel més gran descobert per Kepler a trindre un planeta al voltant, amb un radi de 184% en comparança amb el Sol, encara que és lleument més calent, aproximadament uns 6.000 K. No és l'estel més massiu descoberta per Kepler, perquè té solament el 135% de la massa solar. Està prop del final de la seva vida en la seqüència principal.

## Característiques
Kepler-7b és un Júpiter ardent, un exoplaneta gegant gasós de la grandària de Júpiter, orbitant prop del seu estel. La seva temperatura, a causa de la proximitat al seu estel, és més calent que la lava fosa, com tots els planetes descoberts fins ara per Kepler. La seva densitat és de només 0,17 g/cm3, aproximadament la mateixa que el poliestirè. Només WASP-17b (0,49 MJ; 1,66RJ) sembla tenir una menor densitat. Aquestes baixes densitats no són predites per les teories estàndard de formació de planetària. "És alguna cosa que els teòrics de voluntat, estic segur, estarem encantats d'estudiar", va dir el cap de l'equip de recerca de Kepler, el Dr. William Borucki.

## Descobriment
Kepler-7b va ser descobert en la primera onada de planetes trobats per la Missió Kepler, en les primeres 6 setmanes d'observació. Kepler és un telescopi espacial, engegat al març de 2009, amb les seves càmeres centrades en la constel·lació de la Lira i els seus voltants, dissenyat per trobar exoplanetes. Descobreix els planetes pel trànsit, o mesurant la disminució de la lluentor d'un estel quan un planeta passa enfront d'ella. Els descobriments inicials van ser anunciats per primera vegada el 4 de gener de 2010, en la reunió d'hivern de la American Astronomical Society a Washington, D.C.

## Referències

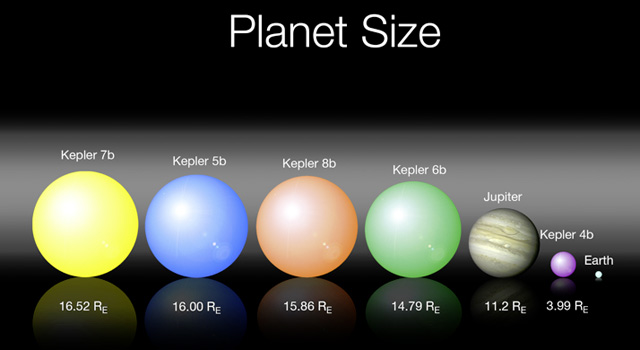
La grandària dels primers cinc planetes descoberts per Kepler.